# Grote Prijs Stad Eeklo
De Grote Prijs Stad Eeklo, in het verleden ook GP Eecloonaar genoemd, is een veldrit gereden in de Belgische stad Eeklo.

## Erelijst

### Mannen elite
| Datum      | Klassement                                                                              | Cat.                                                                                    | Winnaar                                                                                 | Tweede                                                                                  | Derde                                                                                   |
| ---------- | --------------------------------------------------------------------------------------- | --------------------------------------------------------------------------------------- | --------------------------------------------------------------------------------------- | --------------------------------------------------------------------------------------- | --------------------------------------------------------------------------------------- |
| 13/02/2021 | Ethias Cross                                                                            | C2                                                                                      | Quinten Hermans                                                                         | Toon Aerts                                                                              | Eli Iserbyt                                                                             |
| 08/09/2019 | Ethias Cross                                                                            | C2                                                                                      | Laurens Sweeck                                                                          | Eli Iserbyt                                                                             | Quinten Hermans                                                                         |
| 2018       | Niet gehouden, wordt om het jaar afgewisseld met de cross op de Muur van Geraardsbergen | Niet gehouden, wordt om het jaar afgewisseld met de cross op de Muur van Geraardsbergen | Niet gehouden, wordt om het jaar afgewisseld met de cross op de Muur van Geraardsbergen | Niet gehouden, wordt om het jaar afgewisseld met de cross op de Muur van Geraardsbergen | Niet gehouden, wordt om het jaar afgewisseld met de cross op de Muur van Geraardsbergen |
| 10/09/2017 | Brico Cross                                                                             | C2                                                                                      | Mathieu van der Poel                                                                    | Wout van Aert                                                                           | Michael Vanthourenhout                                                                  |
| 2016       | Niet gehouden, wordt om het jaar afgewisseld met de cross op de Muur van Geraardsbergen | Niet gehouden, wordt om het jaar afgewisseld met de cross op de Muur van Geraardsbergen | Niet gehouden, wordt om het jaar afgewisseld met de cross op de Muur van Geraardsbergen | Niet gehouden, wordt om het jaar afgewisseld met de cross op de Muur van Geraardsbergen | Niet gehouden, wordt om het jaar afgewisseld met de cross op de Muur van Geraardsbergen |
| 14/02/2016 | Losse cross                                                                             | C2                                                                                      | Wout van Aert                                                                           | Toon Aerts                                                                              | Michael Vanthourenhout                                                                  |
| 15/02/2015 | Losse cross                                                                             | C2                                                                                      | Wout van Aert                                                                           | Kevin Pauwels                                                                           | Michael Vanthourenhout                                                                  |
| 16/02/2014 | Losse cross                                                                             | C2                                                                                      | Tom Meeusen                                                                             | Michael Vanthourenhout                                                                  | Wout van Aert                                                                           |
| 17/02/2013 | Losse cross                                                                             | C2                                                                                      | Sven Nys                                                                                | Marcel Meisen                                                                           | Martin Bína                                                                             |
| 12/02/2012 | Losse cross                                                                             | C2                                                                                      | Sven Nys                                                                                | Tom Meeusen                                                                             | Marcel Meisen                                                                           |
| 19/02/2011 | Losse cross                                                                             | C2                                                                                      | Klaas Vantornout                                                                        | Zdeněk Štybar                                                                           | Sven Vanthourenhout                                                                     |
| 13/02/2010 | Losse cross                                                                             | C2                                                                                      | Bart Wellens                                                                            | Dieter Vanthourenhout                                                                   | Sven Nys                                                                                |
| 21/02/2009 | Losse cross                                                                             | C2                                                                                      | Niels Albert                                                                            | Klaas Vantornout                                                                        | Sven Nys                                                                                |
| 09/02/2008 | Losse cross                                                                             | C2                                                                                      | Klaas Vantornout                                                                        | Bart Wellens                                                                            | Niels Albert                                                                            |
| 10/02/2007 | Losse cross                                                                             | C2                                                                                      | Sven Nys                                                                                | Niels Albert                                                                            | Lars Boom                                                                               |
| 11/02/2006 | Losse cross                                                                             | C2                                                                                      | Sven Nys                                                                                | Niels Albert                                                                            | Bart Wellens                                                                            |
| 12/02/2005 | Losse cross                                                                             | C2                                                                                      | Sven Vanthourenhout                                                                     | Sven Nys                                                                                | Richard Groenendaal                                                                     |
| 14/02/2004 | Losse cross                                                                             |                                                                                         | Sven Nys                                                                                | Sven Vanthourenhout                                                                     | Mario De Clercq                                                                         |
| 15/02/2003 | Losse cross                                                                             |                                                                                         | Bart Wellens                                                                            | Sven Nys                                                                                | Ben Berden                                                                              |
| 16/02/2002 | Losse cross                                                                             |                                                                                         | Mario De Clercq                                                                         | Bart Wellens                                                                            | Sven Vanthourenhout                                                                     |
| 17/02/2001 | Losse cross                                                                             |                                                                                         | Bart Wellens                                                                            | Mario De Clercq                                                                         | Peter Van Santvliet                                                                     |
| 12/02/2000 | Losse cross                                                                             |                                                                                         | Mario De Clercq                                                                         | Sven Nys                                                                                | Ben Berden                                                                              |
| 13/02/1999 | Losse cross                                                                             |                                                                                         | Sven Nys                                                                                | Bart Wellens                                                                            | Ben Berden                                                                              |
| 14/02/1998 | Losse cross                                                                             |                                                                                         | Bart Wellens                                                                            | Sven Nys                                                                                | Mario De Clercq                                                                         |
| 1997       | Losse cross                                                                             |                                                                                         | Arne Daelmans                                                                           | Paul Herygers                                                                           | Bart Wellens                                                                            |
| 1996       | Losse cross                                                                             |                                                                                         | Mario Lammens                                                                           | Paul Herygers                                                                           | Peter Van Den Abeele                                                                    |

### Vrouwen elite
| Datum      | Klassement                                                                              | Cat.                                                                                    | Winnaar                                                                                 | Tweede                                                                                  | Derde                                                                                   |
| ---------- | --------------------------------------------------------------------------------------- | --------------------------------------------------------------------------------------- | --------------------------------------------------------------------------------------- | --------------------------------------------------------------------------------------- | --------------------------------------------------------------------------------------- |
| 13/02/2021 | Ethias Cross                                                                            | C2                                                                                      | Denise Betsema                                                                          | Manon Bakker                                                                            | Lucinda Brand                                                                           |
| 08/09/2019 | Ethias Cross                                                                            | C2                                                                                      | Maud Kaptheijns                                                                         | Inge van der Heijden                                                                    | Anna Kay                                                                                |
| 2018       | Niet gehouden, wordt om het jaar afgewisseld met de cross op de Muur van Geraardsbergen | Niet gehouden, wordt om het jaar afgewisseld met de cross op de Muur van Geraardsbergen | Niet gehouden, wordt om het jaar afgewisseld met de cross op de Muur van Geraardsbergen | Niet gehouden, wordt om het jaar afgewisseld met de cross op de Muur van Geraardsbergen | Niet gehouden, wordt om het jaar afgewisseld met de cross op de Muur van Geraardsbergen |
| 10/09/2017 | Brico Cross                                                                             | C2                                                                                      | Sanne Cant                                                                              | Ellen Van Loy                                                                           | Maud Kaptheijns                                                                         |
| 2016       | Niet gehouden, wordt om het jaar afgewisseld met de cross op de Muur van Geraardsbergen | Niet gehouden, wordt om het jaar afgewisseld met de cross op de Muur van Geraardsbergen | Niet gehouden, wordt om het jaar afgewisseld met de cross op de Muur van Geraardsbergen | Niet gehouden, wordt om het jaar afgewisseld met de cross op de Muur van Geraardsbergen | Niet gehouden, wordt om het jaar afgewisseld met de cross op de Muur van Geraardsbergen |
| 14/02/2016 | Losse cross                                                                             | C2                                                                                      | Sanne Cant                                                                              | Jolien Verschueren                                                                      | Loes Sels                                                                               |
| 15/02/2015 | Losse cross                                                                             | C2                                                                                      | Sanne Cant                                                                              | Loes Sels                                                                               | Jolien Verschueren                                                                      |
| 16/02/2014 | Losse cross                                                                             | C2                                                                                      | Niet gehouden voor vrouwen                                                              | Niet gehouden voor vrouwen                                                              | Niet gehouden voor vrouwen                                                              |
| 17/02/2013 | Losse cross                                                                             | C2                                                                                      | Anja Geldhof                                                                            | Joyce Accoe                                                                             |                                                                                         |
| 12/02/2012 | Losse cross                                                                             | C2                                                                                      | Kim Van De Steene                                                                       | Anja Geldhof                                                                            | Maaike Lanssens                                                                         |
| 09/02/2008 | Losse cross                                                                             | C2                                                                                      | Veerle Ingels                                                                           | Sandie Verriest                                                                         |                                                                                         |